# Бакалея

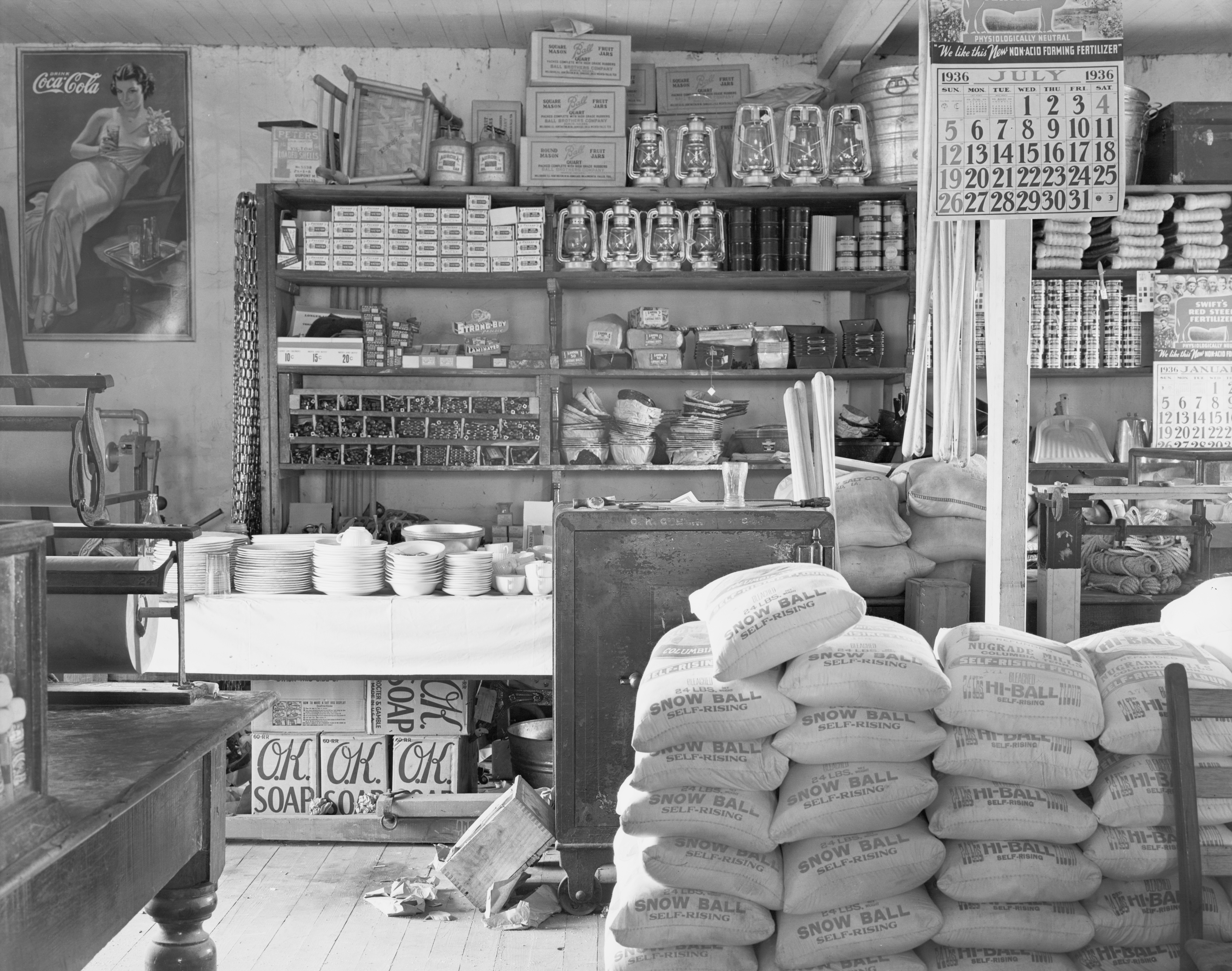
Лавка хозяйственных товаров в Алабаме, США (1936)

Бакале́я (от тур. bakkal — продавец товаров первой необходимости, от араб. بَقْلٌ‎ — зелень, овощи) — сухие продовольственные товары первой необходимости, полуфабрикаты и консервы, а также некоторые базовые хозяйственные товары (мыло, стиральный порошок, спички). С точки зрения организации продовольственной розничной торговли, бакалейные товары, отличающиеся длительными сроками сохранности и неприхотливостью в хранении, противопоставляются гастрономическим, как правило, готовым к употреблению, более дорогим и требующим специальных условий хранения.
В дореволюционной России этим восточным словом обозначались сухие съестные товары — сначала сухофрукты и копчёности, потом чай, сахар, кофе, мука, крупа, пряности. Позднее слово распространилось на бакалейную лавку или отдел магазина, которые вели розничную продажу таких товаров. Владелец бакалейной лавки или магазина — бакалейщик.
В Советском Союзе реализацией бакалейных товаров населению с 1950-х годов занималась Главбакалея в составе Министерства торговли СССР. В советском законодательстве были установлены требования к рабочему месту сотрудника бакалеи, к инвентарной таре и другим аспектам торговли, предписывалось вести систематическую борьбу с насекомыми-вредителями и грызунами.
По современной торговой классификации к продовольственным бакалейным товарам относятся: крупы, поваренная соль, мука, макаронные изделия, сахар, разрыхлители для теста, каши, пюре и лапша быстрого приготовления, агар, желатин, кондитерские посыпки, концентрированные ароматизаторы и красители, приправы, сахарозаменители, крахмал, пищевые концентраты, дрожжи, чай и чайные напитки, кофе и кофейные напитки, пищевая сода, какао, растительные масла, уксус, пряности. Благодаря доступности холодильного оборудования, современные магазины у дома обычно торгуют как бакалеей, так и гастрономическими товарами, включая мясные и молочные изделия, а также свежими овощами и фруктами.
Ранее по отношению к бакалее также использовался термин «колониальные товары».